# Temperamento mesotonico
Il temperamento del tono medio, altrimenti noto come temperamento mesotonico, è un sistema di intonazione delle note utilizzato durante la fine del  Rinascimento e nel periodo del Barocco.
Questo temperamento, la cui ideazione è attribuita al veneziano Pietro Aaron nel 1523, si basa su un principio simile a quello pitagorico, cioè ottenere i vari gradi della scala attraverso cicli di quinte; tuttavia, nei temperamenti del tono medio gli intervalli di quinta vengono "corretti", dimodoché altri intervalli, come le terze maggiori, si trovino alla loro intonazione naturale.

## Storia
Alla fine del medioevo l'intervallo di terza cominciò a divenire fondamentale nella musica polifonica. Nella scala pitagorica gli intervalli di terza maggiore risultano poco consonanti. Le frequenze di due note a distanza di terza maggiore hanno un rapporto pari a 81/64≃1,2656, mentre l'intervallo naturale di terza maggiore (quello ricavabile dagli armonici naturali e utilizzato anche nell'Intonazione naturale) sarebbe dato invece dal rapporto 5/4=1,25; alcuni probabilmente si accorsero che le quarte diminuite (come Fa♯-Si♭, o Sol♯-Do) che hanno un rapporto di 8192/6561≈1,2486 e quindi sono molto più vicine al 5/4 naturale, sono più consonanti delle terze maggiori. Fu così che dalla fine del XV secolo si cominciarono a "temperare", cioè accordare calanti, le quinte, in modo da rendere più consonanti gli intervalli di terza. Il temperamento mesotonico del quarto di comma si basa proprio sulla consonanza degli intervalli di terza maggiore.

## Descrizione
La forma più comune di questo temperamento (ma esistono anche altri temperamenti mesotonici) si fonda sul rapporto di 5:4 fra le frequenze di note a distanza di terza maggiore; questa versione è nota come temperamento del quarto di comma, in quanto le quinte sono abbassate di un quarto di comma sintonico. In questo modo gli intervalli di tono sono costanti ed il rapporto fra di essi è pari a {\displaystyle {{\sqrt {5}} \over 2}}. Il nome di tono medio per questo intervallo corrisponde al fatto che tale rapporto è la media geometrica fra l'intervallo di tono maggiore (espresso dal rapporto 9:8) e quello di tono minore (10:9) che compaiono nella scala naturale. In questo modo l'intervallo di terza maggiore di 5:4, anziché risultare dalla composizione di un tono maggiore e un tono minore — come avviene nella scala naturale — risulta dalla composizione di due toni uguali.

## Il temperamento del quarto di comma

### Descrizione
Poniamo di avere un Do di frequenza 1 nella scala pitagorica. Allora il Sol sarà 3/2=1,5, il Re dell'ottava sopra (3/2)²=9/4=2,25, il La appena sopra sarà (3/2)³=27/8=3,375 e infine il Mi successivo, due ottave sopra il Do iniziale, avrà frequenza [(3/2)²]²=81/16=5,0625; insomma, il Mi è stato ottenuto elevando alla quarta la frequenza del Sol, che ha quindi frequenza pari a {\displaystyle {\sqrt[{4}]{81 \over 16}}\ ={3 \over 2}}. Se ora arrotondiamo la frequenza del Mi a 5, otteniamo che la frequenza del Sol è pari a {\displaystyle {\sqrt[{4}]{5}}\ \approx 1,4953...}, che è di poco inferiore all'1,5 pitagorico.

### La scala diatonica
Possiamo quindi ora costruire la scala diatonica, partendo da primo grado con frequenza 1, stabilendo l'ottavo a frequenza 2 e il quinto a frequenza {\displaystyle {\sqrt[{4}]{5}}\ }.
| Grado | Formula                                      | Rapporto decimale | Cents  |
| ----- | -------------------------------------------- | ----------------- | ------ |
| I     | 1                                            | 1                 | 0      |
| II    | {\displaystyle {{\sqrt {5}} \over 2}}        | 1,118...          | 193,1  |
| III   | {\displaystyle {5 \over 4}}                  | 1,25              | 386,3  |
| IV    | {\displaystyle 2{{\sqrt[{4}]{125}} \over 5}} | 1,337...          | 503,4  |
| V     | {\displaystyle {\sqrt[{4}]{5}}\ }            | 1,495...          | 696,6  |
| VI    | {\displaystyle {{\sqrt[{4}]{125}} \over 2}}  | 1,6719...         | 889,7  |
| VII   | {\displaystyle 5{{\sqrt[{4}]{5}} \over 4}}   | 1,869...          | 1082,9 |
| VIII  | 2                                            | 2                 | 1200   |

Come si può notare i rapporti sono molto più complessi di quelli pitagorici, in quanto coinvolgono numeri irrazionali di grado superiore al secondo; ciò implica che il temperamento mesotonico non è esattamente ottenibile per via geometrica attraverso la suddivisione di una corda (con il monocordo). Nella pratica, tuttavia, il temperamento mesotonico è di realizzazione abbastanza agevole, in quanto dopo un primo ciclo di quattro quinte (accordate opportunamente calanti) si deve ottenere una terza maggiore priva di battimenti e da quel momento per tutte le quinte successive si ha un riscontro nelle terze maggiori che si ottengono. Il problema pratico è quindi quello di "temperare" nella giusta e uguale misura le prime quattro quinte del ciclo.

### Le note alterate
Come nell'intonazione pitagorica, nel temperamento mesotonico il semitono diatonico e cromatico non coincidono (cioè la distanza, per esempio, tra Do e Do♯ è diversa da quella tra Do e Re♭; ciò implica che Do♯ e Re♭ sono due note diverse). L'accordatura di uno strumento con dodici tasti per ottava, pertanto, implica la scelta fra diesis e bemolle per ciascuna delle note alterate e in tutti i casi produce un intervallo di quinta fortemente dissonante (detto quinta del lupo che, a rigor di termini, non è una quinta bensì una sesta diminuita). Ciò corrisponde al fatto che una successione di dodici quinte mesotoniche non si chiude su un multiplo dell'ottava. Con un'accordaura mesotonica cromatica che preveda le note Do-Do♯-Re-Mi♭-Mi-Fa-Fa♯-Sol-Sol♯-La-Si♭-Si, ad esempio, la "quinta del lupo" si trova fra Sol♯ e Mi♭.
Per ottenere il semitono diatonico basta trovare e dividere le frequenze dell'ottavo grado per quelle del settimo, o anche quelle del quarto per quelle del terzo; svolti gli opportuni calcoli, si ottiene {\displaystyle 8{{\sqrt[{4}]{125}} \over 25}\approx 1,07}, circa 117 cents, che è un po' superiore al semitono diatonico pitagorico, pari a circa 1,053 (90 cents), e quello equabile di 1,059 (100 cents).
Il fatto che il semitono diatonico sia maggiore di quello equabile implica che quello cromatico sarà minore di esso (il contrario di ciò che accade nella scala pitagorica). Per trovare il semitono cromatico, basta dividere quello di tono per quello di semitono diatonico; otteniamo così un semitono cromatico pari a {\displaystyle 5{{\sqrt[{4}]{125}} \over 16}\approx 1,045}, pari a circa 76 cents, molto di meno dei 100 cents equabili e dei 114 pitagorici.
La differenza tra semitono diatonico e cromatico è quindi molto grande, ben 41 cents; questo è detto comma enarmonico.
L'adozione del temperamento mesotonico restringe il numero di tonalità utilizzabili: se con un'accordatura come quella sopra descritta si dovesse fare una cadenza in Mi, ad esempio, verrebbe a mancare la sensibile (non si può infatti rimpiazzare il Re♯ con il Mi♭, che non forma una terza maggiore con il Si). Questa limitazione condusse, nel corso del XVII secolo, al progressivo abbandono del temperamento mesotonico a favore dei cosiddetti "buoni temperamenti", inizialmente basati su una combinazione di quinte mesotoniche e di quinte giuste. Il temperamento mesotonico era tuttavia ancora utilizzato per l'accordatura degli organi, in Inghilterra, alla metà del XIX secolo.